# Усиоя
У́сио́я (фин. Uusioja) — ручей в России, протекает по территории Лоймольского сельского поселения Суоярвского района Карелии. Длина ручья — 12 км.
Ручей берёт начало из болота Весисуо на высоте 158 м над уровнем моря и далее течёт преимущественно в южном направлении по заболоченной местности.
Ручей имеет один приток длиной 3,0 км.
Впадает в озеро Хейнялампи, через которое протекает река Улисмайсенйоки, на высоте 119 м над уровнем моря.
Населённые пункты на ручье отсутствуют.
Название ручья переводится с финского языка как «новый ручей».
Код объекта в государственном водном реестре — 01040300212202000011416.